# Julia Behnke
Julia Behnke (Mannheim, 1993. március 28. –) német válogatott kézilabdázó, beálló, a német TuS Metzingen játékosa.

## Pályafutása

### Klubcsapatokban
Julia Behnke a TSG Ketsch csapatában kezdte pályafutását, 2011-ben az utánpótlásbajnokság A-ligában bajnoki címet szerzett és ezzel párhuzamosan a TSG harmadosztályban szereplő felnőtt csapatában is pályára lépett. A következő szezont megelőzően a másodosztályú Bietigheimhez igazolt, akikkel a 2012-2013-as szezon végén bajnokságot nyerve jutott fel az élvonalba, a Bundesligába. 2014 nyarán szerződtette a TuS Metzingen, ahol öt évet töltött el, a 2015-2016-os idényben EHF-kupa-döntős és bajnoki ezüstérmes volt a csapattal. A 2019-2020-as szezonban az orosz Rosztov-Don játékosa volt, 2020 nyarától a Ferencváros kézilabdázója. A 2020–2021-es szezonban bajnoki címet szerzett a csapattal.

### A válogatottban
Részt vett az U-17-es Európa-bajnokságon 2009-ben, az U-18-as világbajnokságon 2010-ben és az U-19-es Európa-bajnokságon 2011-ben. A német válogatottban 2013. november 30-án Svédország ellen mutatkozott be és tagja volt az év végi világbajnokságon szereplő csapatnak, csakúgy, mint a 2015-ben világbajnoki 13., és a 2017-ben a hazai rendezésű világbajnokságon szereplő válogatottnak is.
2021 februárjában lemondta a válogatottságot. 2023 szeptemberében bejelentették, hogy az új szövetségi kapitány, Markus Gaugisch hívása után visszatér a válogatottba.

## Sikerei, díjai
TuS Metzingen
- Német bajnokság:
  - 2. hely: 2016
  - 3. hely: 2017, 2019
- EHF-kupa-döntős: 2016

 Ferencvárosi TC
- Magyar bajnok: 2020–2021